# El Partido Nacional (Granada)
El Partido Nacional (en inglés: The National Party) abreviado como TNP, fue un partido político granadino de centroderecha que existió entre 1989 y 1995. Se fundó en julio de 1989 tras la expulsión de Herbert Blaize, entonces primer ministro de Granada, del Nuevo Partido Nacional (NNP) tras la victoria de Keith Mitchell en las elecciones internas por el liderazgo de este último.
El TNP fue fundado más que nada por remanentes del antiguo Partido Nacional de Granada (GNP) y estaba integrado por los pocos sectores leales a Blaize durante la última etapa de su mandato como primer ministro. El partido realizó su primer Congreso el 17 de diciembre de 1989, durante el cual eligió a Blaize como líder. Sin embargo, Blaize murió tan solo dos días más tarde, lo que provocó que tanto la jefatura de gobierno como el liderazgo del partido recayeran en Ben Jones. El partido disputó las elecciones generales tan solo tres meses después de la muerte de Blaize, resultando en una contundente derrota, retuvo dos escaños y se ubicó detrás del NNP. Jones se acercó al ganador Congreso Nacional Democrático y formó una inestable coalición, que colapsó al poco tiempo. El partido perdió sus dos escaños en 1995 y no volvió a disputar más elecciones.

## Resultados electorales
|  | 17.36 % |

|  | 6.46 % |